# جيمي فريزر
جيمس «جيمي» ماكينزي فريزر (بالإنجليزية: James "Jamie" MacKenzie Fraser)‏ هو شخصية خيالية في سلسلة روايات دخيلة للكاتبة الأمريكية ديانا غابالدون والمسلسل التلفزيوني المقتبس منه. جيمي هو الشخصية الرئيسية الثاني في الروايات بعد زوجته كلير فريزر التي تلتقي به عندما ترجع بالزمن إلى إسكتلندا سنة 1743م، حيث يخوض الاثنان مغامراتٍ عديدةً.
يقوم الممثل الإسكتلندي سام هيفن بتجسيد شخصية جَيمي في المسلسل التلفزيوني دخيلة على قناة ستارز. أداءٌ سامٍ للشخصية تلقى مديحًا من النقاد، ورشحت لجائزة زحل لأفضل ممثلٍ مساعدٍ في 2015م.

## المفهوم والإبداع
أخذت غابالدون اسم "جيمي" من شخصية دكتور هو جيمي ماكريمون، التي جسدها فريزر هاينز في المسلسل التلفزيوني. شاهدت غابالدون مسلسل دكتور هو The War Games، والذي ألهمها لتأليف روايتها في اسكتلندا. طورت غابالدون شخصية جيمي من رواية في كتاب إريك لينكليتر Prince in the Heather، حيث ينجو رجلٌ يعقوبيٌ واحدٌ يدعى فريزر من الإعدام الجماعي لرفاقه. مظهر وشخصية جيمي مستوحى من زوج غابالدون، دوج واتكينز، كما أكدت المؤلفة نفسها على حسابها على تويتر.

## الشخصية
عندما تنتقل الممرضة المتزوجة كلير راندال من الحرب العالمية الثانية عبر الزمن من عام 1945م إلى عام 1743م، تلتقي بمحارب المرتفعات الوسيم جيمي فريزر.
كتب جيف جينسن من إنترتينمنت ويكلي، "لقد عمقت القصص التي رواها العرض خلال النصف الثاني من الموسم الأول من رابطة [كلير وجيمي] وحاجتهما لبعضهما البعض. تم جعل جيمي على وجه الخصوص يواجه مواقفه الشخصية والثقافية حول الأدوار الجنسانية، ويفهم كيف تؤثر على كلير، ويدرك قيمة وجود زوجة مساوية له في كل شيء بالنسبة له."
يصف غابالدون جيمي بأنه وسيمٌ وطويلٌ بشكلٍ غير عادي، بشعرٍ أحمرٍ مميزٍ، وعيون زرقاء عميقة، وبشرةٍ فاتحةٍ. تستخدم الشخصية العديد من الأسماء المستعارة طوال المسلسل، بما في ذلك جيمي ماكتافيش، ودونبونيت، وريد جيمي/سيوماس رواد، وماك دوب، وأليكس ماكنزي، وألكسندر مالكولم.

## جوائز وترشيحات
تم ترشيح هيفن لجائزة زحل لأفضل ممثل مساعد في التلفزيون في عام 2015م، وأفضل ممثل في التلفزيون في عام 2016م. كما تم ترشيح هيفن لجائزة اختيار الجمهور لممثل الخيال العلمي/الفانتازيا التلفزيوني المفضل في عامي 2016م و2017م، وجائزة بافتا اسكتلندا لعام 2016م لأفضل ممثلٍ في التلفزيون، وجائزة اختيار النقاد التلفزيونية لعام 2016م لأفضل ممثلٍ في مسلسلٍ دراميٍ.